# Janusz Siatkowski

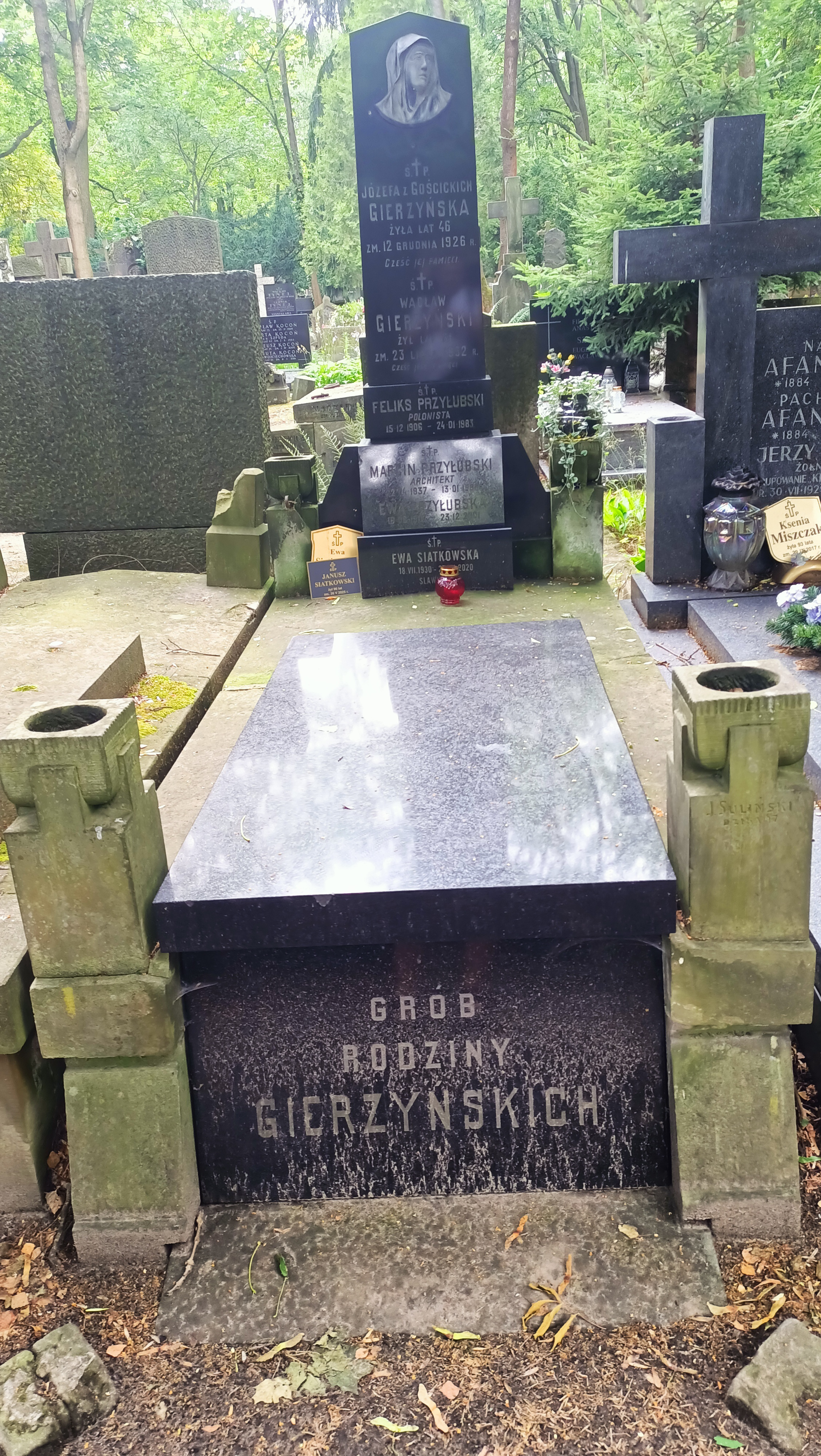
Grób Janusza Siatkowskiego na cmentarzu powązkowskim w Warszawie

Janusz Siatkowski (ur. 5 marca 1929 w Warszawie, zm. 26 maja 2025) – polski językoznawca, slawista.

## Życiorys
W latach 1950–1956 i 1982–1999 pracownik naukowy Uniwersytetu Warszawskiego (w latach 1993–1999 dyrektor Instytutu Filologii Słowiańskiej). W latach 1977–1981 dyrektor Instytutu Slawistyki  PAN. Od roku 1972 profesor; od roku 1982 był członkiem Towarzystwa Naukowego Warszawskiego. Pisał prace z zakresu gramatyki historycznej i dialektologii polskiej i czeskiej, historii języka polskiego i czeskiego, polsko-czeskich i polsko-niemieckich kontaktów językowych, języka bułgarskiego, pogranicza polsko-wschodniosłowiańskiego. Był członkiem Międzynarodowego Komitetu Redakcyjnego serii leksykalnej i fonetycznej oraz współredaktorem 5 tomów leksykalnych Ogólnosłowiańskiego atlasu językowego (Общеславянский лингвистический атлас: OLA), członkiem Międzynarodowego Komitetu Redakcyjnego Ogólnokarpackiego atlasu dialektologicznego (Общекарпатский диалектологический атлас), współredaktorem jednego z tomów Europejskiego atlasu językowego (Atlas linguarum Europae).
23 sierpnia 1980 roku dołączył do apelu 64 uczonych, pisarzy i publicystów do władz komunistycznych o podjęcie dialogu ze strajkującymi robotnikami.
20 lutego 1998 został odznaczony słowackim Orderem Podwójnego Białego Krzyża III klasy, w tym samym roku nadano mu tytuł doktora honoris causa Uniwersytetu Karola w Pradze.
Został pochowany na cmentarzu Powązkowskim w Warszawie.

## Prace
- Dialekt czeski okolicy Kudowy (tom 1-2 1962)
- Bohemizmy fonetyczne w języku polskim (tom 1-2 1965–1970)
- Gesta Romanorum linguae polonicae (1543) (1986)
- Slawizmy w utworach śląskich Horsta Bienka (1995)
- Czesko-polskie kontakty językowe (1996)
- Słownik czesko-polski (1991, wyd. 2 poprawione 2002, współautor)
- Obce nazwy geograficzne w języku czeskim i polskim (2006)
- Słowiańskie nazwy części ciała w historii i dialektach (2012)
- (z Ireną Maryniakową i Dorotą K. Rembiszewską) Różnojęzyczne słownictwo gwarowe Podlasia, Suwalszczyzny i północno-wschodniego Mazowsza (2014)
- (z Dorotą K. Rembiszewską) Pogranicze polsko-wschodniosłowiańskie. Studia wyrazowe, Warszawa 2018
- (z Dorotą K. Rembiszewską) Pogranicze polsko-wschodniosłowiańskie. Studia wyrazowe, cz. 2, Warszawa 2021
- (z Dorotą K. Rembiszewską) Dziewiętnastowieczne materiały gwarowe z Warmii, Mazur i terenów sąsiednich, cz. 1 (2024)